# Arlington (Oregon)
Arlington – miasto w Stanach Zjednoczonych, w stanie Oregon, w hrabstwie Gilliam.